# Pseudohygrophorus
Pseudohygrophorus là một chi nấm thuộc họ Tricholomataceae. Đây là chi đơn loài, và chứa một loài Pseudohygrophorus vesicarius. loài này được miêu tả khoa học đầu tiên bởi nhà thực vật học người Séc Josef Velenovský năm 1939.